# Craii de Curtea-Veche (roman)

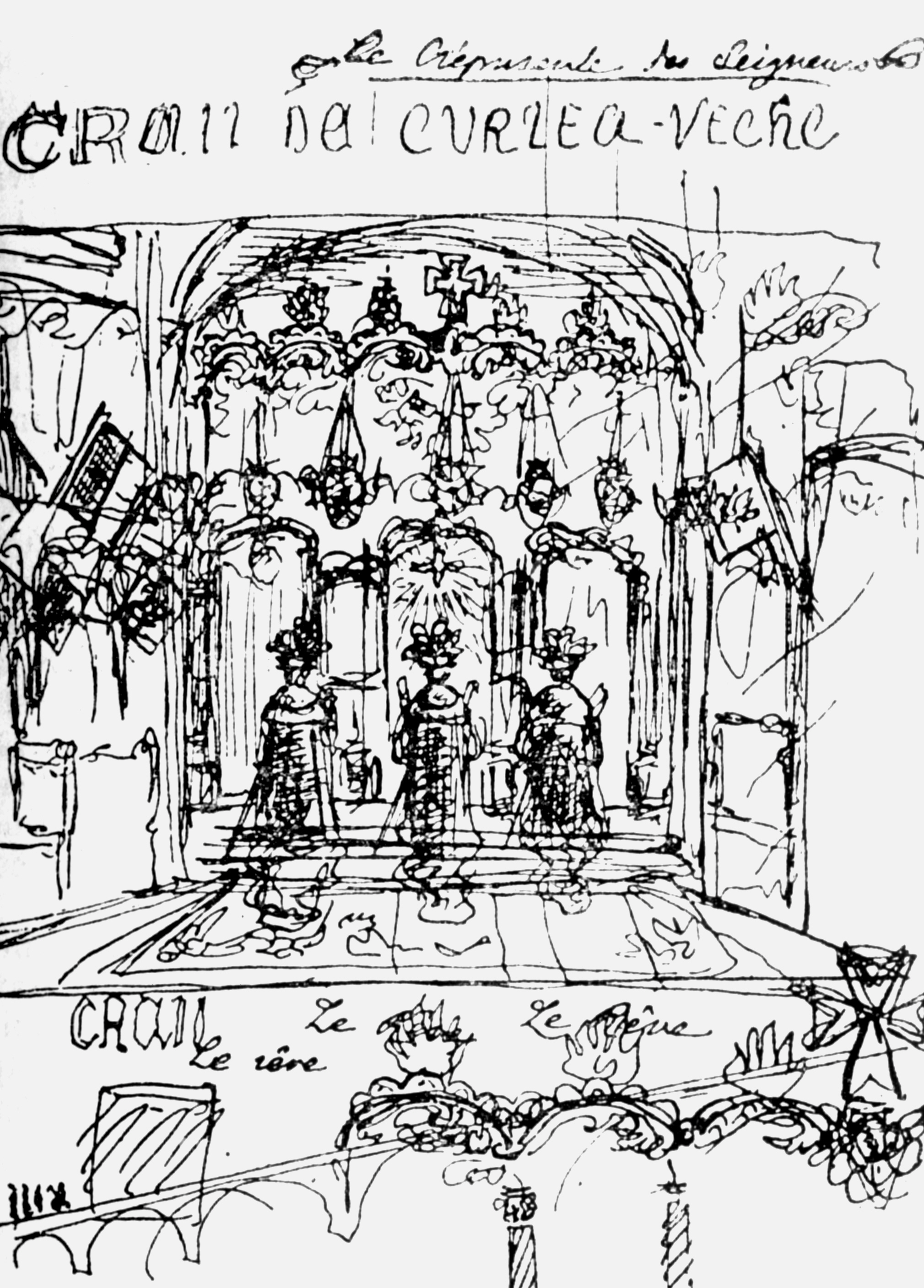
Ilustrația autorului a cărții Craii de Curtea-Veche

Craii de Curtea-Veche este un roman interbelic scris de autorul român Mateiu Caragiale. Publicat în 1929, a luat autorului mai mult de două decenii pentru a-l finaliza. Romanul constituie lucrarea sa majoră. Romanul nu este celebru pentru intriga sa ci mai mult pentru stilul său, cu o atitudine contemplativă inspirată din Marcel Proust și decadența sfârșitului de secol, invitând cititorul într-o descompunere "levantină" a Bucureștiului secolului XIX și prefigurând dezbateri intense între o întreagă generație de intelectuali români despre ceea ce este specificul românesc (o controversă care avea să culmineze în filosofia lui Emil Cioran). 
Titlul romanului "Craii de Curtea-Veche" provine dintr-o anecdotă publicată de 'I.L.Caragiale' în revista "Vatra", după cum precizează 'G.Calinescu' în "Istoria literaturii române de la origini până în present"' : " O ceată de mahalagii în frunte cu grecul 'Mlanos' s-a răsculat, sub mizilirea lui 'Gr.Ghirica', și a început a jefui orașul. 'Melanos', cu cucă de domn în cap și cu haine voievodale furate, trecea prin oraș cu <<craii>> lui, beat mort, călare pe măgar. Vechii crai erau deci un fel de boemi dezmățați, bucureșteni, cărora le corespunde, la altă epocă ,eroii cărții". Roman corintic, după clasificarea lui 'Nicolaie Manolescu', "Craii de Curtea-Veche" zugrăvește nobilimea crepusculară, o lume decadentă, a orgiilor și a personajelor dantești, ieșite parcă din tablourile lui 'Hieronymus Bosch'. Toate metaforele acestei lumi se construiesc sub semnul decadenței totale, a lipsei de spațializare a sentimentelor, orizontul intelectual al personajelor limitându-se la dimensiunile lumii cu mistere a Bucureștilor, începând să fie ilustrată tematic pe la mijlocul secolului al 'XIX'-lea de 'Pantazi Ghirica' sau 'G.A.Baronzi'. Construcția romanului ține mai mult de arhitectura unei nuvele extinse, cu detalii baroce semnificative, conținând o lume crepusculară. Epicul propriu-zis nu există, fiind înlocuit de detaliile descriptive sau de contemplare a unei lumi în derivă;astfel, în capitolul "Întâmpinarea crailor", scriitorul-narator participă la fanteziile celor trei personaje, 'Pantazi', "Pirgu' și 'Pasadia' ,când îl întâlnește la birtul din Covaci, în "Cele trei hagialâcuri" se arată modul în care personajul-narator întâlnește pe cei trei "crai", în "Spovedanii", se investighează în continuare lumea birturilor bucurestene,iar în "Asfințitul crailor", ultima parte, a patra, a romanului, sunt prezentate isprăvile eroilor în casa 'Arnotenilor', care duc la declinul acestui trio insolit. Cele trei personaje aparțin boemei deșănțate a Bucureștilor, cu obiceiuri preluate de la fanarioții greci.'Pasasia' și 'Pantazi', coborâți dintr-o nobilime locală, sunt paradoxali prin comportamentul lor, pentru că viciile extreme sunt combinate cu rafinamentul unei lumi "întoarse pe dos". 'Pirgu', spre deosebire de ceilalți doi, este de extracție mai joasă, o lichea declarată, cu puterea deosebită de a cunoaște aceste medii și de a se folosi de influența acumulată ocult. El este obsedat de dragostea fără rețineri, de cântecele fără perdea, de tot ceea ce ține de sfera grotescului, a trivialului și a caracterului josnic a ființei umane. Nu e de mirare că în acest mediu corupt, al mahalelelor întunecoase, cu mistere gotice, destinul personajelor este fulgerător, ele dispărând la fel de repede cum au apărut. Taverna și mahalaua devin două din motivele literare ale romanului, "adevărați Arnoteni" fiind locuri de comemorare a unor adevărate orgii, punct de plecare pentru aventuri demne de romanele rocambolești.

## Ecranizare
Romanul a fost ecranizat în filmul Craii de Curtea Veche (1995), regizat de Mircea Veroiu

## Numismatică
Banca Națională a României a pus în circulație, în atenția numismaților, începând din 30 decembrie 2019, o monedă din aur cu ocazia împlinirii a 90 de ani de la publicarea romanului interbelic Craii de Curtea-Veche, de Mateiu Caragiale. Moneda este rotundă, diametrul de 21 mm, are valoarea nominală de 100 de lei, are titlul de 900‰, greutatea de 6,452 g, este de calitate proof, iar cantul este zimțat. Tirajul emisiunii este de 250 monede din aur.

## Vezi și
- Curtea Veche